# Ruše
Ruše (del alemán: Maria Rast) es un pueblo y municipio esloveno de 4.457 habitantes, situado en el noreste del país, en la región estadística de Podravska. En las riveras del río Drava, entre la montaña Pohorje y la sierra de Kozjak. Es el pueblo más grande de Eslovenia, situado aproximadamente a 12 km de Maribor.
Poblado desde la Prehistoria, fue en la Edad Media un importante núcleo comercial con privilegios concedidos por el emperador, que produjeron un notable bienestar material y cultural. Con la pérdida de los privilegios, inició en el siglo XVIII una lenta decadencia, también causada por el relevante papel que asumía en la época la vecina ciudad de Maribor.
La iglesia local del Santo Nombre de María es mencionada por primera vez en fuentes escritas de 1387. En 1532 fue destruida por los turcos otomanos. Después de ello es reconstruida y ampliada considerablemente en el siglo XVII. La moderna construcción se refiere a 1833.